# Wolfgang Heilmann (Volkswirt)
Wolfgang Heilmann (* 1930 in Niederschlesien; † 25. Juli 2022) war ein deutscher Volkswirt und Honorarprofessor am Karlsruher Institut für Technologie. Er stiftete den Wolfgang-Heilmann-Preis.

## Leben
Nach dem Abitur 1951 in Alfeld (Leine) studierte Heilmann Volkswirtschaftslehre und Philosophie in Frankfurt am Main und an der Universität Tübingen, das er 1956 als Diplom-Volkswirt abschloss. 1959 promovierte er mit einer Arbeit zu „Sozialutopien der Neuzeit“ beim Volkswirtschaftler Hans Peter.
Nach Tätigkeiten bei IBM und in der Maschinenbauindustrie gründete Heilmann 1964 die zunächst als „Arbeitsgemeinschaft für integrierte Datenverarbeitung“ aufgebaute Integrata, die er 1989 in eine AG umwandelte und zehn Jahre als Vorstandsvorsitzender leitete.
Schon 1968 brachte Heilmann eine „Schriftenreihe für integrierte Datenverarbeitung“ heraus, die mehr als fünfzig Werke, insbesondere zu Fragen der Anwendung des neuen Mediums der Datenverarbeitung, beinhaltet. So erschien 1987 die weltweit erste Monographie zum Thema Teleprogrammierung, in der Heilmann über tausend Telearbeitsplätze für Programmierer in den USA, England, Deutschland und der Schweiz untersucht und Vorschläge zur Gestaltung dieser Verfahrensinnovationen gemacht hat.
Neben den unternehmerischen Tätigkeit war Heilmann Lehrbeauftragter und Dozent an der Universität Tübingen (1965–1973) und der Verwaltungs- und Wirtschaftsakademie Stuttgart (1965–1980) sowie Gastprofessor an der Tongji-Universität, Universität Shanghai, der TU Dresden und der Lomonossow-Universität Moskau. 1999 wurde er Honorarprofessor an der Universität Karlsruhe mit einem Lehrauftrag für Telearbeitsprozesse und virtuelle Organisationen.
In Anerkennung seiner unternehmerischen und sozialen Verdienste erhielt Heilmann 1995 das Bundesverdienstkreuz am Bande.

## Wolfgang-Heilmann-Preis
1999 errichtete Heilmann als Alleinstifter die „Integrata Stiftung“ für humane Nutzung der Informationstechnik, die sich zum Ziel gesetzt hat, die Lebensqualität aller Menschen durch den Einsatz von Informationstechnik zu verbessern. Der Wolfgang-Heilmann-Preis ist mit 10.000 € dotiert und wird für herausragende Vorschläge zur Verbesserung des Computereinsatzes in der Gesellschaft verliehen. Im Jahr 2016 ging es um „Bildung für die eSociety“. Gesucht waren Projekte und Konzepte für Bildung, die die Menschen in Zukunft in einer von IT vollkommen durchdrungenen Gesellschaft benötigen, um ein selbstbestimmtes und verantwortungsvolles Leben führen zu können.
Bis 1999 hat die Integrata-Stiftung für humane Nutzung der Informationstechnik den Vorgänger des Wolfgang-Heilmann-Preises, den Preis für integrierte Datenverarbeitung verliehen.

## Schriften
- Wolfgang R. Heilmann: Die Sozialutopien der Neuzeit. Eine Untersuchung über die Grenzen der Sozialpolitik, Dissertation Tübingen 1959
- Büro-Organisation mit dem Computer, Forkel, Stuttgart 1970
- mit Heidi Heilmann: Strukturierte Systemplanung und Systementwicklung, Forkel, Stuttgart 1979
- Teleprogrammierung. Die Organisation der dezentralen Software-Produktion, Edition Elch 1997 ISBN 978-3-7719-6305-7